# 온나라디오
《조문경의 온나라디오》는 KNN 파워FM(부산 FM 99.9MHz, 기장,정관 96.3MHz, 창원 102.5MHz, 진주 105.5MHz, 거창 106.7MHz)을 통해 매일 저녁 8시부터 밤 9시까지 방송 중인 라디오 프로그램이다. 2020년 5월 4일부터 KNN 러브FM(부산 FM 105.7㎒, 양산 FM 88.5㎒, 기장/정관 FM 89.3㎒, 창원/김해/거제 FM 90.9㎒, 진주 FM 98.7㎒)을 통해 매일 저녁 8시 5분부터 밤 9시까지 방송되었다. 2023년 10월 17일부터 KNN 파워FM(부산 FM 99.9MHz, 기장,정관 96.3MHz, 창원 102.5MHz, 진주 105.5MHz, 거창 106.7MHz)도 동시에 송출되었으나, 2025년 3월 28일부터 KNN 파워FM으로 채널 이동해 방송 중이다.

## 진행자
- 조문경 MC

### 역대 진행자
| 역대 | 진행자 | 진행자 | 진행기간                         | 비고  |
| 역대 | 남성   | 여성   | 진행기간                         | 비고  |
| ---- | ------ | ------ | -------------------------------- | ----- |
| 1대  | 빈칸   | 박민설 | 2020년 5월 4일 ~ 2021년 4월 4일  |       |
| 2대  | 빈칸   | 이해리 | 2021년 4월 5일 ~ 2024년 5월 31일 | [ 1 ] |
| 3대  | 빈칸   | 조문경 | 2024년 6월 1일 ~ 현재            |       |

## 코너

### 매일 코너
- 해리의 아홉시네마 (감미로운 영화 OST로 시작하는 밤 아홉 시)
- 개인의 취향 (장르 불문, 세대 불문! 하루 한 곡, 음악에 취하고 당신에 취하는 시간)

### 요일별 코너
- 월, 금요일 : 찰칵! 100원의 행복 (여긴 어디? 나는 누구? 카메라를 켜면 행운이 와르르)
- 월요일 : 임혜림의 뉴스파이브 (게스트 임혜림 KNN 아나운서)
- 화요일 : 초이‘s 뮤직 (게스트 최인락)
- 수요일 : 해달즈의 수상한 상담소 (게스트 조문경)
- 목요일 : 최지현의 인생 한 줄 (게스트 최지현)
- 금요일 : 강피디의 깡투어 (게스트 강소라)

## 같이 보기
- KNN 파워FM